# Ди Джованни, Фьоренцо
Фьоренцо ди Джованни (фр. Fiorenzo Di Giovanni; род. 11 марта 1967, Нёйи-сюр-Сен) — французский гребец, выступавший за сборную Франции по академической гребле в период 1985—1992 годов. Двукратный победитель молодёжных регат Match des Seniors, участник летних Олимпийских игр в Барселоне и двух чемпионатов мира, победитель и призёр многих регат национального значения.

## Биография
Фьоренцо ди Джованни родился 11 марта 1967 года в коммуне Нёйи-сюр-Сен департамента О-де-Сен, Франция.
Занимался академической греблей в коммуне Аржантёй, предместье Парижа, проходил подготовку в местном одноимённом клубе.
Дебютировал в гребле на международном уровне в сезоне 1985 года, выступив в парных одиночках на чемпионате мира среди юниоров в Бранденбурге — сумел квалифицироваться здесь в утешительный финал В и в итоговом протоколе соревнований расположился на десятой строке.
В последующие годы выступал на многих молодёжных регатах, в том числе в парных двойках становился серебряным призёром регаты Match des Seniors. В 1987 году вошёл в основной состав французской национальной сборной и побывал на взрослом мировом первенстве в Копенгагене, где в зачёте парных четвёрок занял итоговое 12 место.
В 1988 году в парных четвёрках одержал победу на молодёжной регате Match des Seniors в Хазевинкеле.
В 1989 году в той же дисциплине был лучшим на Match des Seniors в Амстердаме, тогда как на чемпионате мира в Бледе закрыл десятку сильнейших в двойках.
Благодаря череде удачных выступлений удостоился права защищать честь страны на летних Олимпийских играх 1992 года в Барселоне. В составе четырёхместного парного экипажа, куда также вошли гребцы Фабрис Леклер, Ив Ламарк и Самюэль Барате, финишировал в главном финале шестым. Вскоре по окончании этой Олимпиады принял решение завершить карьеру профессионального спортсмена.